# Los agobiados
Los agobiados (en árabe: Al Murhaqoon) es una película dramática yemení de 2023 basada en una historia real. Es la segunda película dirigida por el cineasta yemení Amr Gamal, que coescribió el guion con Mazen Reaat.
La película se estrenó en la sección Panorama en el Festival Internacional de Cine de Berlín de 2023, ganando el Premio del Público (segundo lugar) y el Premio de Amnistía.
Con esta participación, se convirtió en la primera película yemení seleccionada oficialmente para su proyección en el festival alemán.
Fue seleccionada como la candidata yemení a la mejor película internacional en los Premios Óscar 2024.

## Trama
La película narra la historia real de una joven pareja yemení, Ahmed e Isra'a, y sus tres hijos en Adén, Yemen. Ambos padres perdieron sus empleos tras la guerra civil de 2015 y sufrieron la crisis económica de Yemen. La película comienza con Isra'a descubriendo su embarazo, lo que supone una noticia chocante para los padres, que optan por abortar en una sociedad que condena el acto tanto cultural como religiosamente.
Los padres no encuentran asistencia médica, ya que varios médicos los rechazan, y evitan la vía tradicional porque Isra'a tiene anemia, lo que puede poner en peligro su vida si lo hace.
Ahmed pide a Isra'a que busque la ayuda de su íntima amiga, la doctora Muna. Los padres se reúnen con Muna, que se niega a ayudar y advierte a Isra'a sobre cometer lo prohibido. Cuando llegan a un callejón sin salida, Ahmed se las arregla para conseguir una comadrona tradicional que pueda practicar el aborto en casa. Muna se entera y detiene la acción en el momento justo. Muna se convence finalmente bajo presión y decide realizar ella misma la operación cuando se da cuenta de que Isra'a lo haría a cualquier precio. Tras la operación, Muna ignora todos los intentos de Isra'a por ponerse en contacto con ella. Isra'a siente remordimientos tanto por Mona como por el aborto, pero Ahmed la convence de que deben adaptarse y seguir adelante por el bien de sus hijos.
La película termina con una nueva mañana en Adén, y la familia se dirige a la escuela de los niños. En los rostros de los padres se mezclan rasgos entre el alivio y el temor por la carga que se avecina.

## Reparto
- Khaled Hamdan como Ahmed
- Abeer Mohammed como Isra'a
- Samah Alamrani como Muna
- Islam Saleem como Anwar
- Roaa Al-Hamshari como Nouran
- Omar Elyas como Nawar